# Da kommt Kalle
Da kommt Kalle ist eine deutsche ZDF-Vorabendserie, die von 2006 bis 2011 im ZDF erstmals ausgestrahlt wurde. Sie umfasst 70 Episoden in 5 Staffeln.

## Inhalt
In der Krimi-Familien-Serie geht es um den flinken Parson Russell Terrier Kalle, der bei Familie Andresen in Flensburg lebt. Weil Frauchen Pia nun Revierleiterin/Dienststellenleiterin des fiktiven Polizeikommissariats 15 (in der Serie auch "PK fuffzehn" genannt) ist, ist der als Welpe gefundene Kalle ein Polizeihund geworden. So löst er manchen Fall mit seinem tierischen Charme und Instinkt. Neben dem Polizeialltag geht es auch um familiäre Probleme, die aber auf recht heitere Art und Weise gelöst werden. Eine wesentliche Rolle bei den Abenteuern spielen auch die Kinder von Familie Andresen: ein Mädchen namens Merle und ein Junge namens Hanno und die manchmal Nerven strapazierende Nachbarin namens Frau Jansen mit dem Hund Bruno.

## Hintergrund

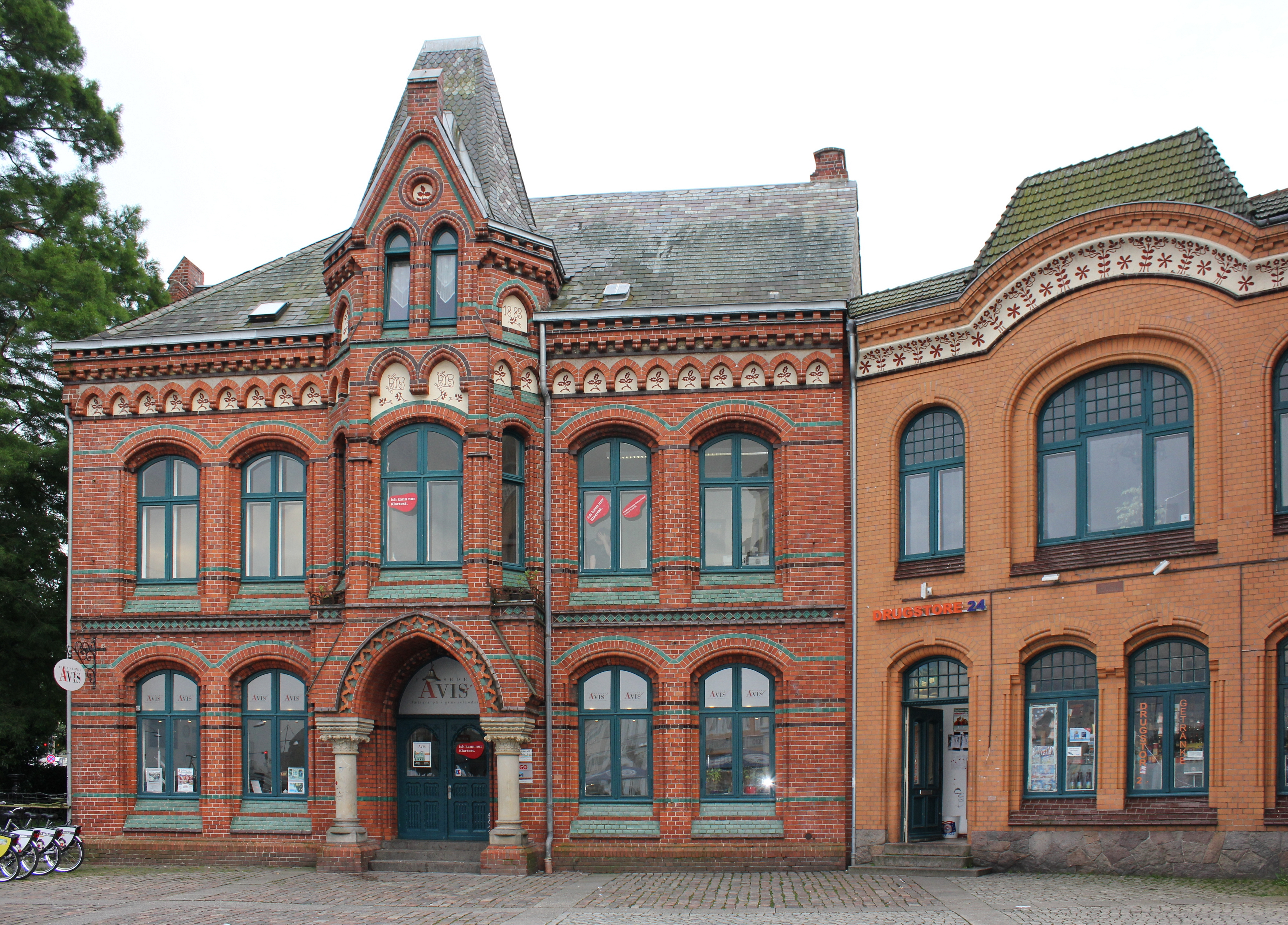
Gebäude in Flensburg, am Schiffbrückplatz, am Flensburger Hafen, in dem die Räumlichkeiten der Zeitung Flensborg Avis zu finden sind, welches in der Serie jedoch die Polizeiwache darstellt.

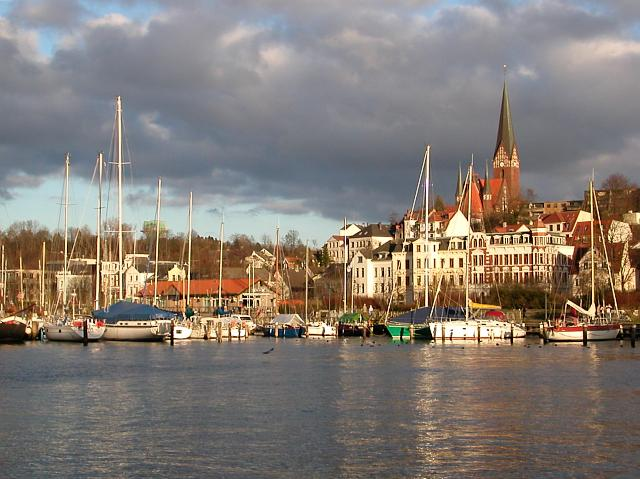
Ostuferbereich des Flensburger Hafens. In der Serie sind immer wieder verschiedene Bereiche des Hafens zu sehen. (Bild 2005)

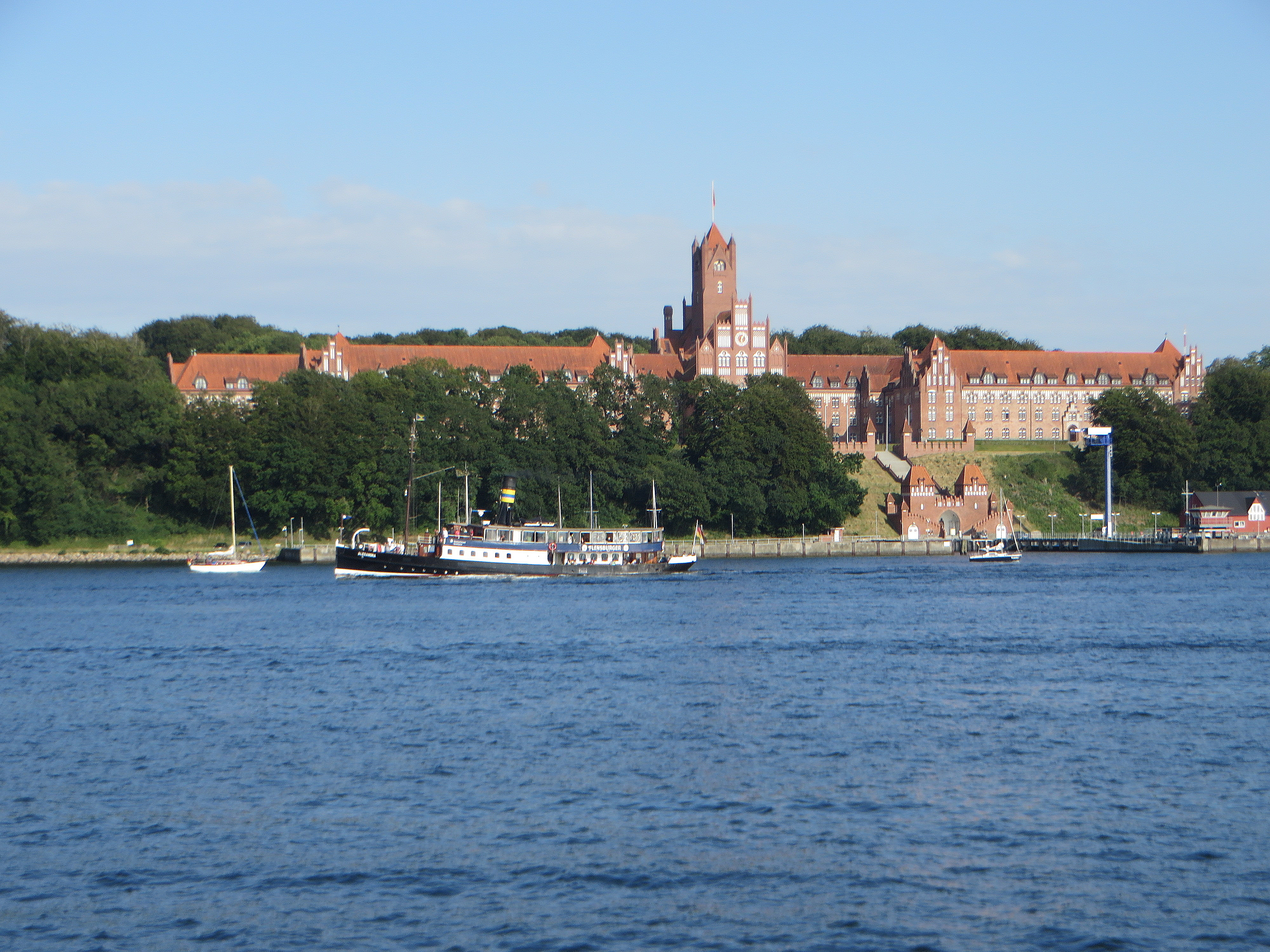
Das Dampfschiff Alexandra vor der Marineschule Mürwik, dem „Roten Schloss“. Die beiden Wahrzeichen dienten jeweils in Folgen als zentrales Drehmotiv. Das wichtigste Wahrzeichen Flensburgs, das Nordertor, ist nur in Zwischensequenzen zu sehen.

Da kommt Kalle ist eine Produktion von Network Movie im Auftrag des ZDF. Die Familienserie wurde überwiegend in Flensburg und Hamburg gedreht. Nur vereinzelte Szenen werden in der weiteren Umgebung produziert. Dabei entsprachen die Gebäude nicht immer ihrem tatsächlichen Zweck. Als Polizeikommissariat wählte man in Flensburg ein kleines, pittoreskes Gebäude am Schiffbrückplatz, die wahre Polizeidirektion, Polizeikommissariate existieren in Schleswig-Holstein in der Form nicht, der Flensburger Innenstadt ist wesentlich größer. Ebenfalls wesentlich größer sind auch die Polizeihunde der Stadt. Zur Diensthundestaffel der Polizeidirektion Flensburg gehörten 2015 sechzehn Schutzhunde, zum Großteil belgische und deutsche Schäferhunde. Eine starke Abweichung vom realen Gebäudenutzen gab es auch in der ersten Folge der fünften Staffel, in welcher die Marineschule Mürwik, die Offizierschule der Marine im „Roten Schloss“, als Flensburger Internat verwendet wurde. Mehrfach ist außerdem der Flensburger Hafen sowie die Flensburger Fußgängerzone in der Innenstadt zu sehen.
Nachdem zunächst nur vier Folgen geplant waren, wurde die Serie um weitere acht Folgen verlängert, die ab dem 11. November 2007 gesendet wurden. Die Ausstrahlung erfolgte abwechselnd mit Unser Charly und Hallo Robbie! auf dem Sendeplatz am Samstagabend um 19:25 Uhr. Im Jahr 2015 lief die Serie auf ZDFneo.

## Tiertraining
Trainiert wurden die Hunde seit der dritten Staffel von Marco Heyse und dem Team der Filmtierschule ABC-Tiertraining aus Hamburg. Während der ersten beiden Staffeln hat Renate Hiltl und das Team der Filmtierranch die Hunde trainiert.
In den ersten beiden Staffeln teilten sich Brad Pitt vom Mahdenwald, Onkel Tom vom Mahdenwald und Toby die Filmtierrolle. Bei der dritten Staffel standen dann Little Roadrunners Archie of the Bravehearts und seine beiden Söhne Archie junior vom Niggeland und Harvey von der Nordseedüne vor der Kamera. Ab der vierten Staffel spielte hauptsächlich Archie Junior vom Niggeland den Filmhund Kalle.

## Besetzung
| Schauspieler        | Rollenname                                                                                              | Folgen                         | Bemerkungen                                                                          |
| Katharina Schubert  | Polizeiobermeisterin Pia Andresen                                                                       | 1–12                           | 1. Darstellerin der Rolle                                                            |
| Markus Knüfken      | Stefan Andresen (Pias Mann)                                                                             | 1–12                           | 1. Darsteller der Rolle                                                              |
| Lars Gärtner        | Polizeiobermeister Oliver Kottke                                                                        | 1–12                           | 1. Darsteller der Rolle                                                              |
| Sofie Lassen-Kahlke | Anne Petersen                                                                                           | 1–12                           | 1. Darstellerin der Rolle                                                            |
| Michael Trischan    | Polizeikommissar, Polizeihauptkommissar und Dienststellenleiter Carl Eberling                           | 1–26                           | geht nach Kiel                                                                       |
| Max Landgrebe       | Polizeiobermeister Lorenz Christiansen                                                                  | 1–26                           | geht zusammen mit Eberling nach Kiel, Vorgänger von Polizeiobermeister Oskar Neuhaus |
| Rudy Ruggiero       | Kostas Tatassopoulus (Hannos Patenonkel)                                                                | 1–70                           |                                                                                      |
| Julius Römer        | Hanno Andresen (Pias Sohn)                                                                              | 1–70                           |                                                                                      |
| Iris Mareike Steen  | Merle Andresen (Pias Tochter)                                                                           | 1–70                           |                                                                                      |
| Daniela Hoffmann    | Carla Jansen (Nachbarin der Andresens)                                                                  | 1-70                           |                                                                                      |
| Sabine Kaack        | Polizeiobermeisterin, Polizeikommissarin, Polizeioberkommissarin und Dienststellenleiterin Pia Andresen | 13–70                          | 2. Darstellerin der Rolle                                                            |
| Burkhard Schmeer    | Stefan Andresen (Pias Mann)                                                                             | 13–70                          | 2. Darsteller der Rolle                                                              |
| Marek Erhardt       | Polizeiobermeister, Polizeikommissar, Polizeioberkommissar Oliver Kottke                                | 13–70                          | 2. Darsteller der Rolle                                                              |
| Lisa Karlström      | Anne Petersen                                                                                           | 13–70                          | 2. Darstellerin der Rolle                                                            |
| Mike Hoffmann       | Polizeiobermeister Oscar Neuhaus                                                                        | 26–59                          | Nachfolger von Lorenz Christiansen. Vorgänger von Lukas Hoffmann.                    |
| Luzie Buck          | Polizeimeisterin bzw. Wachhabende Luzie Bender, in manchen Folgen wird sie Silvie/Sylvie genannt.       | 30, 32–38, 42–45, 47–50, 52–70 |                                                                                      |
| Max Woelky          | Polizeiobermeister Lukas Hoffmann                                                                       | 59–70                          | Nachfolger von Polizeiobermeister Oskar Neuhaus                                      |